# JavaMail
JavaMail — Java API предназначенное для получения и отправки электронной почты с использованием протоколов SMTP, POP3 и IMAP. JavaMail является частью платформы Java EE, но также доступен в качестве дополнительного пакета для использования в приложениях Java SE.
Существует также альтернативная реализация JavaMail с открытым исходным кодом — GNU JavaMail — которая реализует только спецификацию JavaMail версии 1.3; это единственная свободная реализация, поддерживающая протокол NNTP, позволяющий читать и отсылать статьи в новостные группы.
В состав JavaMail не входит почтовый сервер, однако для подобных задач могут использоваться свободные Apache James и Java Email Server (POP3 и SMTP), или библиотека SubEthaSMTP для создания SMTP сервера.

## Лицензия
Исходный код и скомпилированные библиотеки доступны под лицензией CDDL-1.1 и частично под GPLv2 с исключением для компоновки, а исходники примеров доступны по лицензии BSD.

## Примеры использования

### Получение сообщений по IMAP
```
import
 
javax.mail.*
;

import
 
java.util.Properties
;

public
 
class
 
TestImap
 
{

    
public
 
static
 
void
 
main
(
String
[]
 
args
)
 
throws
 
Exception
 
{

        
final
 
String
 
user
 
=
 
"username@mail.ru"
;
 
// имя пользователя

        
final
 
String
 
pass
 
=
 
"your password"
;
    
// пароль

        
final
 
String
 
host
 
=
 
"imap.mail.ru"
;
     
// адрес почтового сервера

        
// Создание свойств

        
Properties
 
props
 
=
 
new
 
Properties
();

        
//включение debug-режима

        
props
.
put
(
"mail.debug"
,
 
"true"
);

        
//Указываем протокол - IMAP с SSL

        
props
.
put
(
"mail.store.protocol"
,
 
"imaps"
);

        
Session
 
session
 
=
 
Session
.
getInstance
(
props
);

        
Store
 
store
 
=
 
session
.
getStore
();

        
//подключаемся к почтовому серверу

        
store
.
connect
(
host
,
 
user
,
 
pass
);

        
//получаем папку с входящими сообщениями

        
Folder
 
inbox
 
=
 
store
.
getFolder
(
"INBOX"
);

        
//открываем её только для чтения

        
inbox
.
open
(
Folder
.
READ_ONLY
);

        
//получаем последнее сообщение (самое старое будет под номером 1)

        
Message
 
m
 
=
 
inbox
.
getMessage
(
inbox
.
getMessageCount
());

        
Multipart
 
mp
 
=
 
(
Multipart
)
 
m
.
getContent
();

        
BodyPart
 
bp
 
=
 
mp
.
getBodyPart
(
0
);

        
//Выводим содержимое на экран

        
System
.
out
.
println
(
bp
.
getContent
());

    
}

}

```

### Пример отправки текстового сообщения
```
import
 
java.util.*
;

import
 
javax.mail.*
;

import
 
javax.mail.internet.*
;

import
 
javax.activation.*
;

// Отправка простого сообщения с типом контента "text/plain"

public
 
class
 
TestEmail
 
{

    
public
 
static
 
void
 
main
(
String
[]
 
args
)
 
{

        
// Сюда необходимо подставить адрес получателя сообщения

        
String
 
to
 
=
 
"sendToMailAddress"
;

        
String
 
from
 
=
 
"sendFromMailAddress"
;

        
// Сюда необходимо подставить SMTP сервер, используемый для отправки

        
String
 
host
 
=
 
"smtp.yourisp.net"
;

        
// Тут указываем порт SMTP сервера.

        
int
 
port
 
=
 
123
;

        
// Создание свойств, получение сессии

        
Properties
 
props
 
=
 
new
 
Properties
();

        
// При использовании статического метода Transport.send()

        
// необходимо указать через какой хост будет передано сообщение

        
props
.
put
(
"mail.smtp.host"
,
 
host
);

        
// Если почтовый сервер использует SSL

        
props
.
put
(
"mail.smtp.ssl.enable"
,
 
"true"
);

        
// Указываем порт SMTP сервера. 

        
props
.
put
(
"mail.smtp.port"
,
 
port
);

        
// Большинство SMTP серверов, используют авторизацию.

        
props
.
put
(
"mail.smtp.auth"
,
 
"true"
);

        
// Включение debug-режима

        
props
.
put
(
"mail.debug"
,
 
"true"
);

        
// Авторизируемся.

        
Session
 
session
 
=
 
Session
.
getDefaultInstance
(
props
,
 
new
 
javax
.
mail
.
Authenticator
()
 
{

            
// Указываем логин пароль, от почты, с которой будем отправлять сообщение.

			
@Override

			
protected
 
PasswordAuthentication
 
getPasswordAuthentication
()
 
{

				
return
 
new
 
PasswordAuthentication
(
"login"
,
 
"password"
);

			
}

		
});

        
try
 
{

            
// Создание объекта сообщения

            
Message
 
msg
 
=
 
new
 
MimeMessage
(
session
);

            
// Установка атрибутов сообщения

            
msg
.
setFrom
(
new
 
InternetAddress
(
from
));

            
InternetAddress
[]
 
address
 
=
 
{
new
 
InternetAddress
(
to
)};

            
msg
.
setRecipients
(
Message
.
RecipientType
.
TO
,
 
address
);

            
msg
.
setSubject
(
"Test E-Mail through Java"
);

            
msg
.
setSentDate
(
new
 
Date
());

            
// Установка тела сообщения

            
msg
.
setText
(
"This is a test of sending a "
 
+

                        
"plain text e-mail through Java.\n"
 
+

                        
"Here is line 2."
);

            
// Отправка сообщения

            
Transport
.
send
(
msg
);

        
}

        
catch
 
(
MessagingException
 
mex
)
 
{

            
// Печать информации об исключении в случае его возникновения

            
mex
.
printStackTrace
();

        
}

    
}

}

```

### Пример отправки составного сообщения с файловыми вложениями
```
import
 
java.util.*
;

import
 
java.io.*
;

import
 
javax.mail.*
;

import
 
javax.mail.internet.*
;

import
 
javax.activation.*
;

public
 
class
 
SendMailUsage
 
{

    
public
 
static
 
void
 
main
(
String
[]
 
args
)
 
{

        
// Сюда необходимо подставить адрес получателя сообщения

        
String
 
to
 
=
 
"sendToMailAddress"
;

        
String
 
from
 
=
 
"sendFromMailAddress"
;

        
// Сюда необходимо подставить SMTP сервер, используемый для отправки

        
String
 
host
 
=
 
"smtpserver.yourisp.net"
;

        
// Создание свойств, получение сессии

        
Properties
 
props
 
=
 
new
 
Properties
();

        
// При использовании статического метода Transport.send()

        
// необходимо указать через какой хост будет передано сообщение

        
props
.
put
(
"mail.smtp.host"
,
 
host
);

        
// Включение debug-режима

        
props
.
put
(
"mail.debug"
,
 
"true"
);

        
//Включение авторизации

        
props
.
put
(
"mail.smtp.auth"
,
 
"true"
);

        
// Получение сессии

        
Session
 
session
 
=
 
Session
.
getInstance
(
props
);

        
try
 
{

            
// Получение объекта транспорта для передачи электронного сообщения

            
Transport
 
bus
 
=
 
session
.
getTransport
(
"smtp"
);

            
// Устанавливаем соединение один раз

            
// Метод Transport.send() отсоединяется после каждой отправки            

            
//bus.connect();

            
// Обычно для SMTP сервера необходимо указать логин и пароль

            
bus
.
connect
(
"smtpserver.yourisp.net"
,
 
"username"
,
 
"password"
);

            
// Создание объекта сообщения

            
Message
 
msg
 
=
 
new
 
MimeMessage
(
session
);

            
// Установка атрибутов сообщения

            
msg
.
setFrom
(
new
 
InternetAddress
(
from
));

            
InternetAddress
[]
 
address
 
=
 
{
new
 
InternetAddress
(
to
)};

            
msg
.
setRecipients
(
Message
.
RecipientType
.
TO
,
 
address
);

            
// Парсинг списка адресов разделённых пробелами. Строгий синтаксис

            
msg
.
setRecipients
(
Message
.
RecipientType
.
CC
,

                                
InternetAddress
.
parse
(
to
,
 
true
));

            
// Парсинг списка адресов разделённых пробелами. Более мягкий синтаксис.

            
msg
.
setRecipients
(
Message
.
RecipientType
.
BCC
,

                                
InternetAddress
.
parse
(
to
,
 
false
));

            
msg
.
setSubject
(
"Тест отправки E-Mail с помощью Java"
);

            
msg
.
setSentDate
(
new
 
Date
());

            
// Установка контента сообщения и отправка

            
setTextContent
(
msg
);

            
msg
.
saveChanges
();

            
bus
.
sendMessage
(
msg
,
 
address
);

            
setMultipartContent
(
msg
);

            
msg
.
saveChanges
();

            
bus
.
sendMessage
(
msg
,
 
address
);

            
setFileAsAttachment
(
msg
,
 
"C:/WINDOWS/CLOUD.GIF"
);

            
msg
.
saveChanges
();

            
bus
.
sendMessage
(
msg
,
 
address
);

            
setHTMLContent
(
msg
);

            
msg
.
saveChanges
();

            
bus
.
sendMessage
(
msg
,
 
address
);

            
bus
.
close
();

        
}

        
catch
 
(
MessagingException
 
mex
)
 
{

            
// Печать информации обо всех возможных возникших исключениях

            
mex
.
printStackTrace
();

            
// Получение вложенного исключения

            
while
 
(
mex
.
getNextException
()
 
!=
 
null
)
 
{

                
// Получение следующего исключения в цепочке

                
Exception
 
ex
 
=
 
mex
.
getNextException
();

                
ex
.
printStackTrace
();

                
if
 
(
!
(
ex
 
instanceof
 
MessagingException
))
 
break
;

                
else
 
mex
 
=
 
(
MessagingException
)
ex
;

            
}

        
}

    
}

    
// Сообщение, состоящее из одной части с типом контента text/plain.

    
public
 
static
 
void
 
setTextContent
(
Message
 
msg
)
 
throws
 
MessagingException
 
{

            
// Установка типа контента

            
String
 
mytxt
 
=
 
"This is a test of sending a "
 
+

                            
"plain text e-mail through Java.\n"
 
+

                            
"Here is line 2."
;

            
msg
.
setText
(
mytxt
);

            
// Альтернативный способ

            
msg
.
setContent
(
mytxt
,
 
"text/plain"
);

    
}

    
// Сообщение с типом контента multipart/mixed. Обе части имеют тип контента text/plain.

    
public
 
static
 
void
 
setMultipartContent
(
Message
 
msg
)
 
throws
 
MessagingException
 
{

        
// Создание и заполнение первой части

        
MimeBodyPart
 
p1
 
=
 
new
 
MimeBodyPart
();

        
p1
.
setText
(
"This is part one of a test multipart e-mail."
);

        
// Создание и заполнение второй части

        
MimeBodyPart
 
p2
 
=
 
new
 
MimeBodyPart
();

        
// Here is how to set a charset on textual content

        
p2
.
setText
(
"This is the second part"
,
 
"us-ascii"
);

        
// Создание экземпляра класса Multipart. Добавление частей сообщения в него.

        
Multipart
 
mp
 
=
 
new
 
MimeMultipart
();

        
mp
.
addBodyPart
(
p1
);

        
mp
.
addBodyPart
(
p2
);

        
// Установка объекта класса Multipart в качестве контента сообщения

        
msg
.
setContent
(
mp
);

    
}

    
// Прикрепление файла в качестве вложения. Используется JAF FileDataSource.

    
public
 
static
 
void
 
setFileAsAttachment
(
Message
 
msg
,
 
String
 
filename
)

             
throws
 
MessagingException
 
{

        
// Создание и заполнение первой части

        
MimeBodyPart
 
p1
 
=
 
new
 
MimeBodyPart
();

        
p1
.
setText
(
"This is part one of a test multipart e-mail."
 
+

                    
"The second part is file as an attachment"
);

        
// Создание второй части

        
MimeBodyPart
 
p2
 
=
 
new
 
MimeBodyPart
();

        
// Добавление файла во вторую часть

        
FileDataSource
 
fds
 
=
 
new
 
FileDataSource
(
filename
);

        
p2
.
setDataHandler
(
new
 
DataHandler
(
fds
));

        
p2
.
setFileName
(
fds
.
getName
());

        
// Создание экземпляра класса Multipart. Добавление частей сообщения в него.

        
Multipart
 
mp
 
=
 
new
 
MimeMultipart
();

        
mp
.
addBodyPart
(
p1
);

        
mp
.
addBodyPart
(
p2
);

        
// Установка экземпляра класса Multipart в качестве контента документа 

        
msg
.
setContent
(
mp
);

    
}

    
// Добавление в первую часть html-контента.

    
// Оптправка данных любого другого типа производится аналогичным образом.

    
public
 
static
 
void
 
setHTMLContent
(
Message
 
msg
)
 
throws
 
MessagingException
 
{

        
String
 
html
 
=
 
"<html><head><title>"
 
+

                        
msg
.
getSubject
()
 
+

                        
"</title></head><body><h1>"
 
+

                        
msg
.
getSubject
()
 
+

                        
"</h1><p>This is a test of sending an HTML e-mail"
 
+

                        
" through Java.</body></html>"
;

        
// HTMLDataSource является внутренним классом

        
msg
.
setDataHandler
(
new
 
DataHandler
(
new
 
HTMLDataSource
(
html
)));

    
}

    
/*

     * Внутренний класс работает аналогично JAF datasource и добавляет HTML в контент сообщения

     */

    
static
 
class
 
HTMLDataSource
 
implements
 
DataSource
 
{

        
private
 
String
 
html
;

        
public
 
HTMLDataSource
(
String
 
htmlString
)
 
{

            
html
 
=
 
htmlString
;

        
}

        
// Возвращаем html строку в InputStream.

        
// Каждый раз возвращается новый поток

        
public
 
InputStream
 
getInputStream
()
 
throws
 
IOException
 
{

            
if
 
(
html
 
==
 
null
)
 
throw
 
new
 
IOException
(
"Null HTML"
);

            
return
 
new
 
ByteArrayInputStream
(
html
.
getBytes
());

        
}

        
public
 
OutputStream
 
getOutputStream
()
 
throws
 
IOException
 
{

            
throw
 
new
 
IOException
(
"This DataHandler cannot write HTML"
);

        
}

        
public
 
String
 
getContentType
()
 
{

            
return
 
"text/html"
;

        
}

        
public
 
String
 
getName
()
 
{

            
return
 
"JAF text/html dataSource to send e-mail only"
;

        
}

    
}

}

```